# Sanbenito

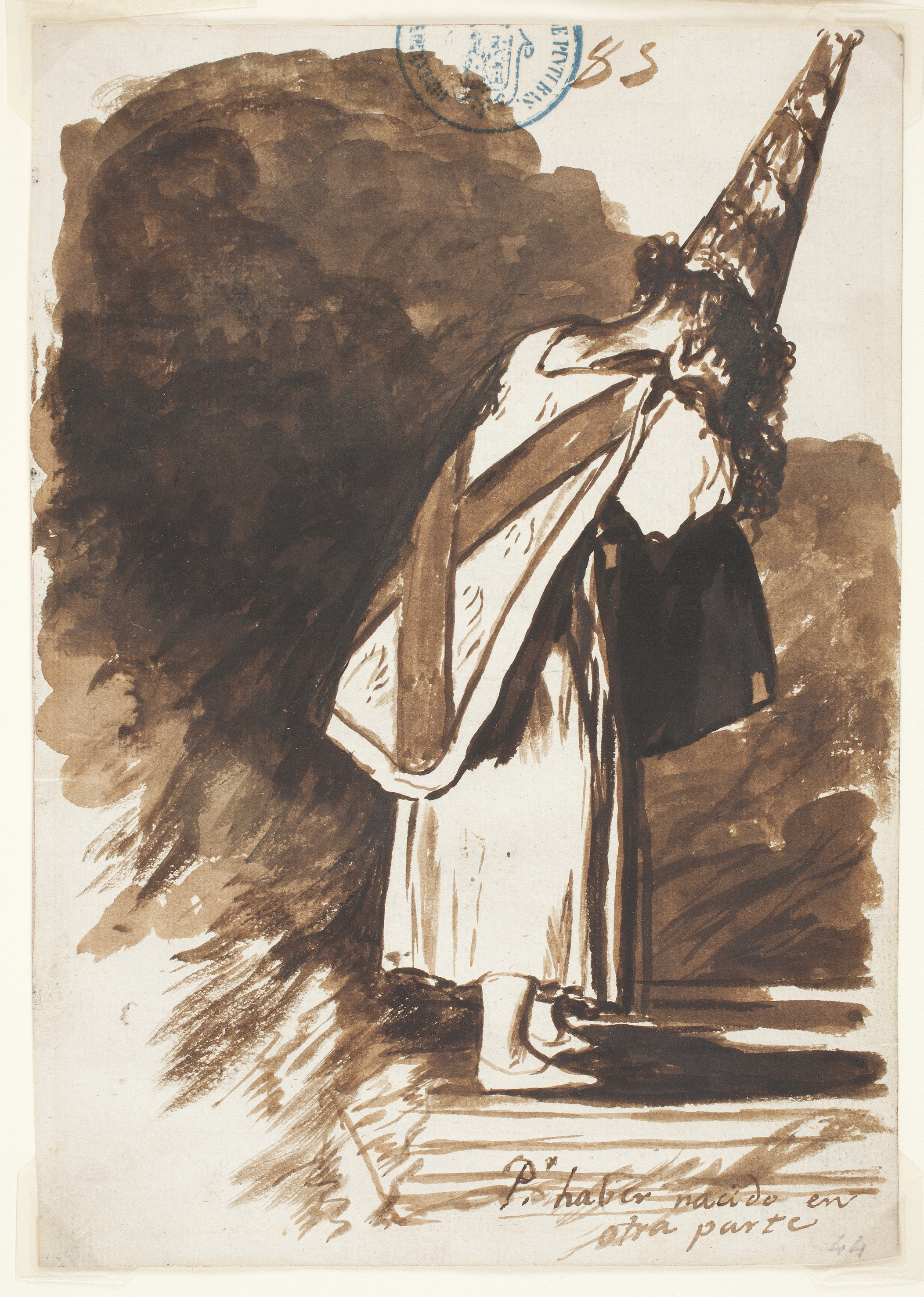
Verurteilte mit Sanbenito und Carocha

Der Sanbenito (spanisch Sambenito) war ein Kleidungsstück in der Form eines Skapuliers, das über der normalen Kleidung getragen wurde. Er war das Büßergewand der Inquisition. Die Angeklagten, deren Strafen bei einem Autodafé bekanntgegeben wurden, mussten einen Sanbenito tragen. Diejenigen, die zu geringeren Strafen verurteilt wurden, trugen einfache, nur mit einem Andreaskreuz versehene Sanbenitos, während auf den schwarzen Büßergewändern der zu schweren Strafen Verurteilten oft Flammen und Dämonen dargestellt waren, die auf das Schicksal des Verurteilten anspielten. Zusätzlich trugen diese eine Carocha mit weiteren Abbildungen, die ihre Vergehen versinnbildlichten.
Die Pflicht, lebenslang oder eine gewisse Zeit in der Öffentlichkeit einen Sanbenito zu tragen, wurde von den Inquisitionsgerichten als Strafe verhängt. Wenn das Tragen des Sanbenitos als Strafe verhängt wurde, war er gelb und mit einem roten Andreaskreuz auf dem Rücken und der Brust versehen.
Der Gebrauch des Sanbenito war nicht nur eine Strafe für die Opfer, sondern ebenso für die Familie und die Abkömmlinge, da es üblich war anzuordnen, die Sanbenitos der Verurteilten nach Verbüßung der Strafe oder nach ihrem Tod in der Kathedrale oder in den Gemeindekirchen aufzuhängen. In einigen Fällen konnten Verurteilte sich gegen Zahlung einer Ablösesumme vom Tragen des Sanbenitos befreien.